# David Boyle, 7. vojvoda Glasgowa
David Boyle, 7. vojvoda Glasgowa, GCMG, britanski pomorski častnik, plemič, politik in kolonialni administrator, * 31. maj 1833, † 13. december 1915.
Med letoma 1892 in 1897 je bil guverner Nove Zelandije.

## Življenje
Vstopil je v Kraljevo vojno mornarico, v sestavi katero je služil v krimski vojni in drugi opijski vojni. Zaradi brodoloma njegove ladje HMS Niobe leta 1874 je bil v preiskavi, katerega pa ga je oprala vsakakršne krivde. Iz vojaške službe se je upokojil s činom kapitana.
Po smrti Georga Fredericka Boyla je 23. aprila 1890 nasledil naziv vojvode Glasgowa in leta 1897 je bil povzdignjen v barona Fairlieja, s čimer je postal član Lordske zbornice.
24. februarja 1892 je bil imenovan za guvernerja Nove Zelandije; februarja 1897 je dal odpoved, ker plača ni zadoščala za pokritje njegovih potreb.

## Nazivi
- The Honorary Colonel His Excellency the Earl of Glasgow David Boyle, 7th Earl of Glasgow
- Lord Glasgow
- David Boyle, 7th Earl of Glasgow[5]

## Družina
23. julija 1873 se je poročil s Dorotheo Elizabetho Thomasino Hunter-Blair, najstarejšo hčerko Sir Edwarda Hunter-Blaira. Skupaj sta imela osem otrok:
- stotnik Patrick James Boyle, 8. vojvoda Glasgowa (1874-1963),
- poročnik Edward George Boyle (1875-1898),
- Augusta Helen Elizabeth Boyle (1876-1962),
- Alice Mary Boyle (1877-1958; se poročila z generalom Charlesom Fergussonom),
- Dorothy Montagu Boyle (1879-1968),
- stotnik James Boyle (1880-1914),
- zračni komodor John David Boyle (1884-?),
- poročnik Alan Reginald Boyle (1886-1958)[6].